# Oxytropis ochotensis
Oxytropis ochotensis är en ärtväxtart som beskrevs av Aleksandr Andrejevitj Bunge. Oxytropis ochotensis ingår i släktet klovedlar, och familjen ärtväxter. Inga underarter finns listade i Catalogue of Life.